# Історія ісламу
Історія ісламу — історія становлення й поширення релігії Ісламу, виникнення й існування ісламських держав.

## Зародження і розвиток Ісламу як релігії
Вчення ісламу (підкорення владі Бога) проголошується Мухаммадом після видіння йому у 610 році про всесвітній суд, що наближається (покарання і нагорода за діяння) і вчення про Аллаха, творця і суддю, котрий визначає долю людей.
П'ять основних обов'язків мусульманина є символом віри «Немає (іншого) Бога крім Аллаха, і Мухаммад його пророк», обов'язкова молитва (п'ять разів на день), пожертвування (податки), піст у місяць Рамадан і паломництво до Мекки.
Трьома підґрунтями віри є писемно зафіксований за Османа Коран (Боже слово, 114 сур), Сунна (переказ звичаїв та висловів пророка) та Іджма (згода віруючих). За Алі відбувається розкол на сунітів та шиїтів (заперечення сунни). Шиїти вбачають в Алі правомірного спадкоємця пророка, якому протистоять хариджати і на пропозицію якого кожного віруючого може бути обрано керівником громади.

## Пророк Мухаммад
Мухаммад (570-632 роки життя), після проголошення вчення був змушений покинути Мекку.
16 липня 622 року відбувається Хіджра — прихід Мухаммада до Ясріб-Медини, місто пророка; з цієї дати починається ісламське літочислення.
1 листопада 630 року відбувається повернення Мухаммада до Мекки. Він очищує місто і Каабу, давнє арабське святилище, від служіння ідолам. Після цього нове вчення перемагає в Аравії.
632 року Мухаммад помирає в Медині.

## Обрані халіфи (632—661 роки)
632-634 роки — правління першого халіфа (спадкоємця) Абу-Бекра, що підкоряє відокремлені арабські племена і просувається до Сирії та Персії.
634-644 роки — правління Омара (володаря правовірних), що перетворює національну арабську державу на теократичну світову імперію і створює мілітаризовану адміністрацію: командувач арабським окупаційним військом водночас стає цивільним намісником халіфа, релігійним головою та світським суддею. Омар здобуває Сирію та Палестину (Дамаск — 635 року, Єрусалим — 638 року), Персію (здобуття Ктесіфону — 636 рік, битва під Нехавендою — 642 року), його полководець Абн Бін аль Ас — здобув Єгипет (звільнення Александрії — 642 року).
644-656 роки — правління Омеяда Османа, якого обирають халіфом і він продовжує загарбницьку політику: наступ арабів на Барку (642-645 роки). Намісник Дамаска Муавія бореться проти Візантії. Після загрози Александрії з боку візантійського флоту створюється арабський флот. Осман сприяв вивищенню Омеядів, через що і загинув від невдоволених його правлінням.
656-661 роки — правління Алі, двоюрідного брата і зятя Мухаммада, що після боротьби проти вдови Мухаммада Аїши (1-ша громадянська війна) і перемоги у битві на верблюдах під Басрою 656 року переносить столицю до Куфи: Медіна втрачає своє політичне значення. Муавія, намісник Сирії, бажає помститися за смерть свого двоюрідного брата Османа. Після безрезультатної битви Муавія проти Алі під Сіффіною у 657 році і третейського суду в Адрусі 658 року (де частина перебіжчиків-хариджитів покидає Алі), Алі вбивають у 661 році хариджити.

## Династія Омеядів(661-750роки)

### Політична історія
661-680 роки — правління Муавія, що посідає місце неспроможних синів Алі. Дамаск стає столицею. Відновлення адміністрації, фінансів й оподаткування. Напади на Візантію (із 667 року). На Сході здобувають Кабул, Бухару і Самарканд.
680-683 роки — правління Язіда І, що перемагає Хусейна, сина Алі та його прибічників під Кербелою (10 жовтня 680 року — Страсний день шиїтів), яка стає місцем паломництва шиїтів.
685-705 роки — правління Абд аль-Маліка, що після придушення шиїтського та хариджитського повстань і ліквідації супротивників халіфату в Мецці знову відновлює єдність держави. Забезпечує панування в Північній Африці (здобуття Карфагена 698 року). Запровадження арабських грошей.
705-715 роки — правління Валіда І, за якого династія Омеядів здобуває найбільші досягнення: здобуття Трансоксанії, землі індусів та Іспанії. Тарік долає Гібралтарську протоку (Джебель-аль-Тарік) і знищує військо вестготів.
718 рік — невдала облога Константинополя.
732 рік — битва між Туром і Пуатьє зупиняє подальше просування арабів на Заході. Суспільна й економічна криза, яка виникає у зв'язку з податковим зрівнюванням навернених неарабів з арабами, повстання шиїтів і хариджитів, а також розлад між Омеядами і Аббасидами призводять до краху імперії Омеядів.
750 рік — Мерван ІІ (правив у 744-750 роках) зазнає нищівної поразки в битві на Забі (притока Тигру. Кривавої лазні, влаштованої для Омеядів, що вижили, уникає лише Абд ар Рахман I, який в Іспанії засновує у 756 році Кордовський емірат Омеядів.

### Держава, суспільство
Арабська світова держава об'єднувала народи найрізноманітнішого походження і релігії. Попри ці особливості, завдяки релігії (іслам) і арабській мові, яка усюди стає панівною, оскільки Коран не дозволяється перекладати, швидко утворюється єдина арабська культура. Підкорені народи не навертаються і не примушуються до прийняття ісламу, а лише оподатковуються. Згодом виникають суперечки між пануючою арабською військовою кастою (лише військова служба, звільнення від податків) і підданими. Рівноправність, якої вимагає неарабська частина населення, згодом доводиться забезпечити.

## Династія Аббасидів(750-1258роки)

### Політична історія
750-754 роки — правління першого аббасидського халіфа Абу ль Аббаса, який помер 754 року.
754-775 роки — правління Аль Мансура (Переможця) — власне, засновника династії Аббасидів, котрий створює основу нової держави за допомогою перського допоміжного війська і у 762 році засновує столицю Багдад. Домінування арабів закінчується, керівництво переходить до персів: запровадження перського придворного церемоніалу, державою керують візирі, реорганізація адміністрації за перським і візантійським зразками. Халіф, оточений своїм почтом, стає недосяжним для громадськості.
Розквіт халіфату за правління у 786-809 роках Гаруна аль Рашида (відомого з «Тисячі й однієї ночі»). Незважаючи на переможну боротьбу проти Візантії, починається політичний занепад держави: 788 року в Марокко стає самостійною династія Ідрісидів, 801 року у Кайруані династія Аглабідів. По смерті Гаруна державі загрожує розпад у зв'язку з боротьбою між його синами.

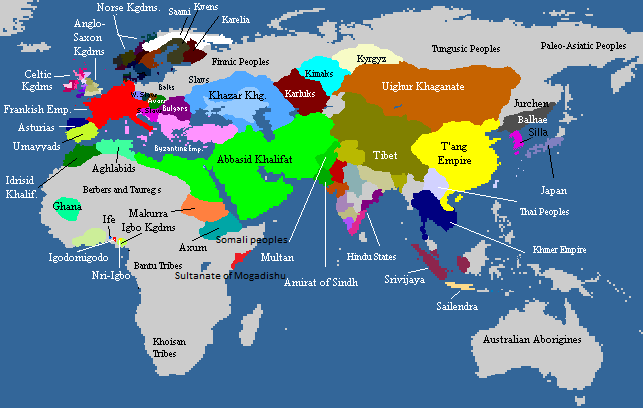
Аббасидський халіфат у 820 році серед тодішніх держав та імперій.

У IX столітті внутрішній розбрат, шиїтські повстання, вивищення самостійних династій (Тахіриди в Хорасані) стають причиною позбавлення влади халіфа, який обмежується саном духовного глави всіх правовірних, тоді як вже наприклад з 936 року правління державою перебуває в руках Амір аль Умара (старшого еміра). Володарі незалежних династій невдовзі привласнюють цей титул собі.
У 940-1256 роках халіфат Аббасидів не має політичного значення.
1256 рік — вторгнення монголів до Персії.
1258 рік — здобуття і розорення Багдада монголами.

### Внутрішній розвиток
Незважаючи на великі зовнішньополітичні успіхи (панування в Середземномор'ї до XI-го століття включно, завоювання в XI-му столітті Індії), починається відокремлений розвиток релігійних сект, політичних й етнічних сфер (держави під владою власних династій з деспотичною формою правління). Вирішальним для всіх держав є просочування тюрків з VIII століття, які в IX столітті при всіх ісламських дворах утворюють двірську гвардію. Їхні ватажки стають намісниками, здобувають владу. Гхаснавіди в Афганістані утворюють першу тюркську династію (962-1186 роки). Іслам зазнає втрат через Реконкісту в Іспанії та на Сицилії.

### Культура
В ісламських центрах культури (Багдад, Дамаск, Каїр, Мекка, Самарканд) араби поєднують орієнтальні й елліністичні знання, і це становить підґрунтя для ісламської науки, яка в IX та в Х століттях досягає свого апогею і — передусім в Іспанії — чинить вплив на християнський Захід.

## Ісламські удільні держави

### Іспанія

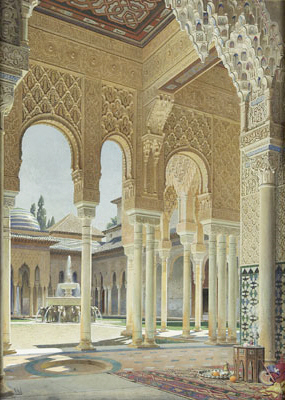
Інтер'єр Альгамбри, де конструкції прикрашені арабесками, Гранада, Іспанія.

Іспанія переживає велике піднесення за династії Омеядів (755-1031 роки). Найвизначнішим правителем є Абд Ар Рахман III (правив у 912-961 роках), який відновлює центральну владу емірату в боротьбі проти знаті й у 929 році стає халіфом. Після того, як за правління у 977-1002 роках Аль Мансура (Мухаммад ібн Абу Амір), ним відновлюється арабське панування над усією Іспанією, незабаром починається тронний розбрат (1008-1031 роки), через який Андалусія розпадається на удільні держави (період удільних князів — Reyes de Teijas, що тривав у 1031-1086 роках). Проти Альфонса VII Кастильського, котрий знову починає християнський наступ, до країни закликаються берберські Альморавіди (правили в Іспанії в 1086-1147 роках), на зміну яким приходять Альмохади (правили в 1150-1250 роках).
Гранадський емірат (1246-1492 роки) — залишок маврської держави — закінчує своє існування із завоюванням Гранади Кастилією.

### Північна Африка

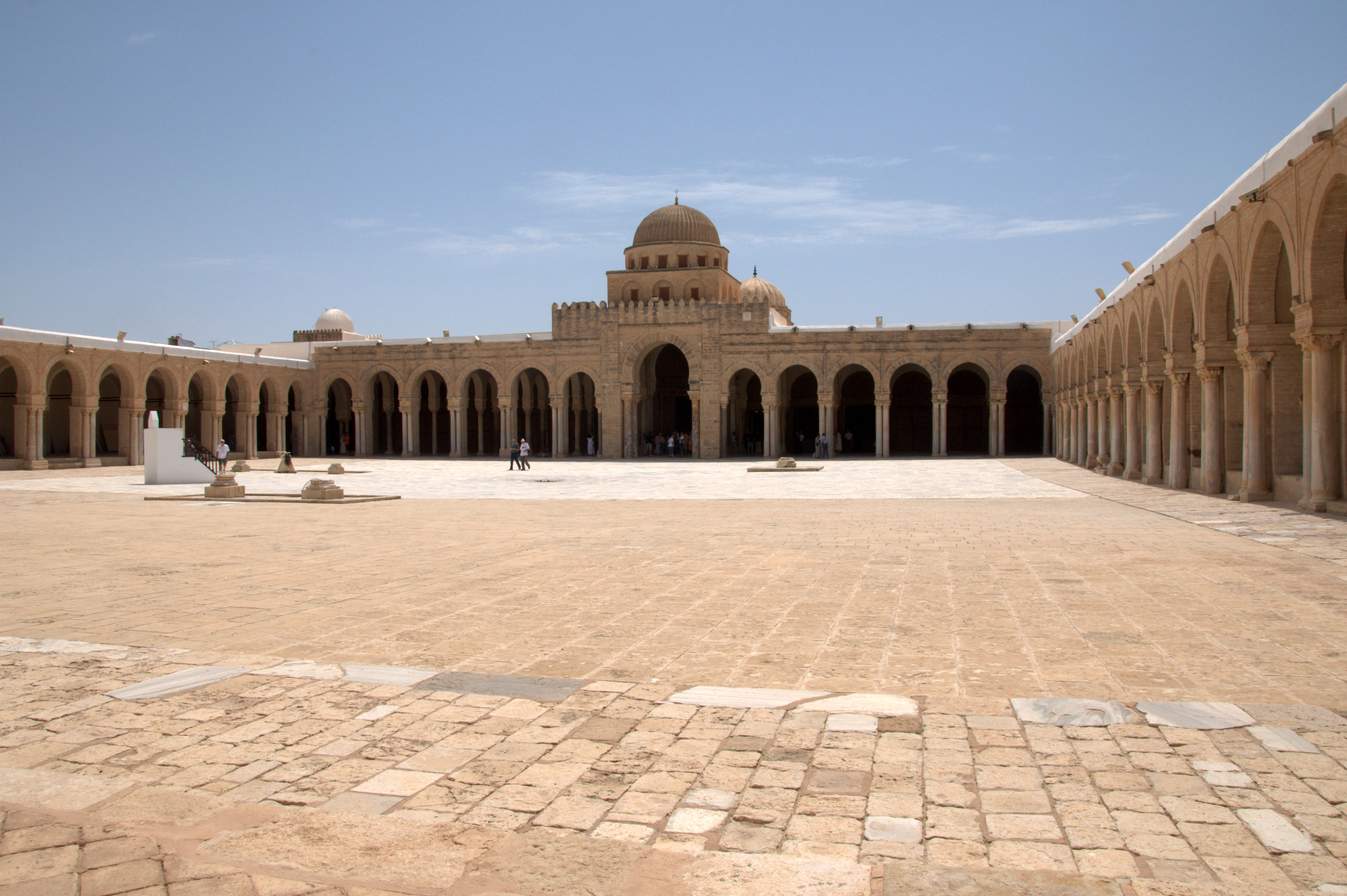
Велика мечеть Кайруану, також відома як Акба, була заснована 670 року і є найстарішою мечеттю Магрибу, Кайруан, Туніс.

Близько 800 року виникають три великі династії: Ростеміди з Тахерта, Ідрісіди з Феса (808-930 роки) та Аглабіди з Кайруана (801-909 роки). Усі вони гинуть від Фатімідів (909-972 роки), котрі, як нащадки дочки пророка Фатіми та її чоловіка Алі, претендують на панування над правовірними і швидко здобувають Єгипет у 969 році. В Іфрікії спершу панують як намісники Фатімідів Зіріди (972-1167 роки), які, однак, стають самостійними у 1041 році.
В ХІ столітті Північна Африка й Іспанія опиняються під пануванням Альморавідів у 1061-1163 роках, владу яких ліквідують Альмохади (правлячи в Північній Африці у 1147-1269 роках) на чолі з Абд аль Мурміном, найвизначнішим мусульманським правителем Північної Африки. Держава Альмохадів гине від християн й арабських нападів.

### Єгипет

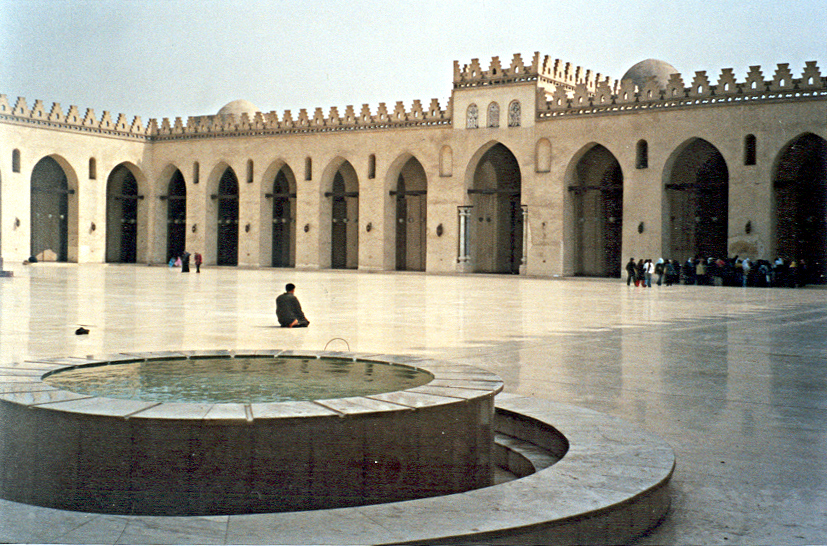
Мечеть Аль-Хакім, Каїр, Єгипет

Після династій Тулунідів (868-905 роки) та Іхсидідів (935-969 роки) Єгиптом правлять Фатіміди (969-1171 роки), які більше не визнають владу халіфів Аббасидів (тобто стають антихаліфами). Їхнє панування змінюється династією Аюбідів (1171-1250 роки), засновник якої курд Саладін (Салах-ад-Дін) перемагає короля Єрусалима під Хаттіною у 1187 році. У наступний період стає впливовою тюркська мамелюцька гвардія. Вона у 1260 році дає відсіч нападам монголів на Єгипет.

### Схід
У Північній Месопотамії панують Хамданіди з Мосула й Алеппо (890-1003 роки), в той час як Саманіди (819-999 роки) панують у Трансоксанії спершу як намісники Тахірідів, а з 875 року незалежно від Тахірідів. Найбільша держава утворюється з Буїдів (932-1055 роки). У них відбувається становлення політичної самосвідомості іранців. З 945 року Буїди, як найвищі чиновники (Амір аль Умара), перебувають у Багдаді й зосереджують всю владу.
Політичне керівництво ісламським світом у наступний період беруть на себе турки, а найвизначнішим державним утворенням стає держава Великих Сельджуків.

## Сучасний період
У 1979 році Іранська революція перетворила Іран з конституційної монархії на теократичну ісламську республіку під владою Рухолли Хомейні, мусульманського шиїтського священнослужителя. Після Революції прийнято нову конституцію та створено уряд, який обрав Рухолла Хомейні верховним лідером. Протягом наступних двох років ліберали, ліві та ісламські угруповання боролися один з одним, й ісламісти захопили владу.